# Portia africana
Portia africana är en spindelart som först beskrevs av Simon 1885 [1886.  Portia africana ingår i släktet Portia och familjen hoppspindlar. Inga underarter finns listade i Catalogue of Life.